# Zvonek tečkovaný
Zvonek tečkovaný (Campanula punctata) je vytrvalá bylina z čeledi zvonkovité (Campanulaceae), která pochází z Koreje, ale vyskytuje se i v Japonsku a ve východní části Sibiře. Ve Spojených státech amerických se pěstuje pro okrasné účely.

## Popis
Zvonek tečkovaný je vysoký 30-100 cm. Stonky jsou vzpřímené. Listy jsou dlouhé, vejčité a mají tvar srdce. Květy jsou bílé, žluté nebo růžové. Vyrůstají na vrcholu lodyhy nebo větví. Jsou dlouhé 3-6,5 cm. Mají tvar zvonu. Kvete od června do srpna. Semena rostliny dozrávají v srpnu. Šíří se svými oddenky. Přirozeně roste na slunných místech nebo v nízkých horách. Vyžaduje vlhkou půdu.

## Použití
Květy a listy jsou jedlé. Mají sladkou chuť. V Asii se konzumují jako léčivé.